# Timo Soininen
Timo Pesola Soininen (Helsinki, Uusimaa, Finlandia, 1965), más conocido como Timo Soininen, es un empresario y economista finlandés, director ejecutivo de la empresa Sulake entre agosto de 2001 y septiembre de 2011.

## Sulake
Timo Soininen entró a Sulake en el año 2001, cuando fue fundada, para ser el primer CEO de la compañía. Durante su mandato ejecutivo realizó varios cambios en el principal producto de Sulake, Habbo, que al principio era un juego pequeño y local pasó a ser una gran red social para adolescentes.

## Retirada
El 7 de septiembre de 2011, Timo anunció que dimitía del puesto de director ejecutivo, cediéndoselo a Paul LaFontaine el 15 de septiembre de 2011. Timo expresó su apoyo a LaFontaine con un mensaje de despedida "Estamos recibiendo un líder experimentado como Paul para impulsar la marca Habbo, es muy afortunado para nosotros."
En la actualidad es el director ejecutivo de la marca Sunduka Ltd, una compañía de software para compañías finlandesa fundada en 2010, miembro activo de Fingertip Ltd, Startup Sauna Foundation, Ciegus Ltd Oy, The Federation of Finnish Technology Industries y Entetrainer
| Predecesor: - | CEO de Sulake 2001-2011 10 años | Sucesor: Paul LaFontaine |